# 陈道祥
陈道祥（1962年9月—），汉族，安徽省宣城人，中国人民解放军少将。

## 生平
历任战士、排长、参谋、股长，南京军区司令部作战部综合处副处长、处长、副部长，陆军第31集团军第86师师长。2010年4月，任陆军第1集团军参谋长。2011年7月，晋升少将军衔。是第十三屆全国人大代表。
2014年7月，升任广州军区副参谋长。2016年1月，任南部战区副参谋长。2018年2月24日，当选为第十三届全国人大代表。2019年4月8日，中央军委主席习近平签署命令，任命陈道祥少将接替谭本宏中将担任中国人民解放军驻香港部队第七任司令员，由于驻港部队主官不再高配，陈道祥少将为正军级的编制军衔，不享受副战区级别的高配待遇。